# Hemihoplis teres
Hemihoplis teres är en stekelart som först beskrevs av Ian Swift 1946.  Hemihoplis teres ingår i släktet Hemihoplis och familjen brokparasitsteklar. Inga underarter finns listade i Catalogue of Life.